# Попов, Леонид Сергеевич (режиссёр)
Леони́д Серге́евич Попо́в (25 сентября 1938 года, Полтавская область, Украинская ССР, СССР — 26 ноября 2020) — советский и российский кинорежиссёр и сценарист. Заслуженный деятель искусств Российской Федерации (1998).

## Биография
Родился 25 сентября 1938 года в Полтавской области, Украинская ССР.
В 1961 году окончил биолого-почвенный факультет МГУ, а спустя четыре года (то есть в 1965 году) — режиссёрский факультет ВГИКа, где обучался в мастерской учебного кино Бориса Альтшулера.
Снимал как научно-популярные, так и художественные фильмы. Среди художественных работ Попова наиболее заметен фильм «Земля Санникова», снятый им в 1972—1973 годах на киностудии «Мосфильм» совместно с режиссёром Альбертом Мкртчяном.
В 1998 году Леонид Сергеевич Попов был удостоен звания Заслуженного деятеля искусств Российской Федерации. Умер в Москве 26 ноября 2020 года.

## Фильмография

### Режиссёр
- 1973 — Земля Санникова (х/ф, совместно с Альбертом Мкртчяном)
- 1975 — Город-герой Волгоград (д/ф)
- 1975 — Дорога (х/ф)
- 1988 — Спаси и сохрани (д/ф)
- 1991 — Американский шпион (х/ф)[3]
- 1991 — Монстр. Портрет Сталина с кровью (д/ф)
- 1993 — Смерть Владимира Маяковского (д/ф)
- 1996 — Ликвидатор Бобков (д/ф, главный герой — Бобков, Валерий Константинович)[4]

### Сценарист
- 1988 — Спаси и сохрани (д/ф)